# Бонелли, Чезаре
Чезаре Бонелли (3 января 1821, Турин — 1 октября 1904, Орвието) — итальянский политический и военный деятель. Он был сенатором Королевства Италии в парламенте 13-го созыва.

## Биография
Воспитывался в Туринской военной академии, закончил её в 1841 году. В 1843 году получил звание лейтенанта артиллерии, в 1858 капитана, в 1860 подполковника, в 1862 полковника.
Участвовал во всех основных сражениях Италии эпохи Рисорджименто и неоднократно отличился как начальник артиллерии, особенно при защите Валеджио во время войны с Австрией в 1866 году; во время войны получил ранение от осколка гранаты. Он был военным министром в 1-м, 2-м и 3-м правительствах Кайроли (то есть в 1878 году и затем с 14 июля 1879 по 1881 годы) и министром военно-морского флота во 2-м правительстве Кайроли. С 1881 года вернулся к действительной военной службе, командовал армейским подразделением в Вероне.